# 1Lib1Ref

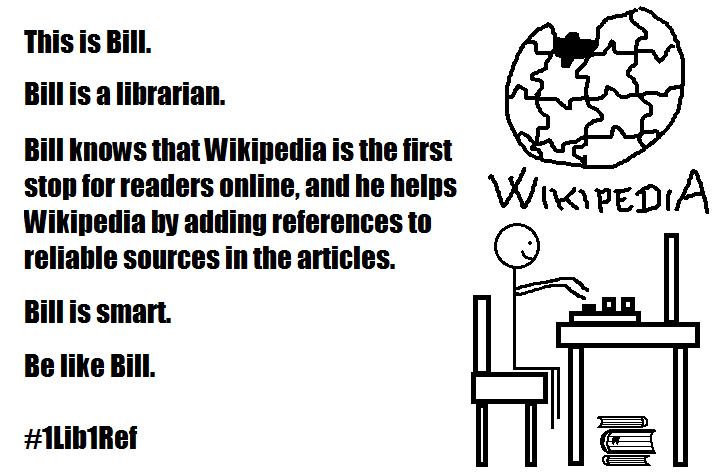
インターネット上の当時の流行を活用したキャンペーンを展開。「ビー・ライク・ビル」（お手本はビル）と読める。

#1Lib1Ref（ワン・リブ・ワン・レフ）は、世界中のすべての司書にインターネット百科事典プロジェクトへの参加を呼びかけるウィキペディア活動である。特に出典を追加して記事を改善することに重点を置いている。 
最初の#1Lib1Refキャンペーンは、ウィキペディア創設15周年に当たる2016年1月に行われた。運動主宰者は「司書一人につき出典一つ (One Librarian, One Reference)」の仮定に基づき、世界中の司書一人ひとりが15分の時間を使ってウィキペディアに出典を1つずつ追加した場合、35万件の「[要出典]」を解消できると見積もった。
2016年1月15日から23日の1週間にわたり最初の#1Lib1Refキャンペーンが開催され、種々のSNSでハッシュタグ「#1Lib1Ref」が用いられた。 

## 最初のキャンペーンの結果
最初のキャンペーンでは、9言語版・327人の利用者が879ページに対して1232回の改善を行なって幕を下ろした。これら数字は編集の要約に「#1Lib1Ref」のハッシュタグを用いた編集を数えたものである。ところが、編集要約欄にハッシュタグを用いなかった参加者が多いと明らかになり、過小評価されている可能性がある。Twitterでは、「＃1Lib1Ref」のハッシュタグを伴う投稿が630人以上の利用者によって1100回以上行われた。 

## キャンペーンの定期化
このキャンペーンは、ウィキペディアの創設記念日を毎年祝うために復活した。数年後、キャンペーンの開催期間は1週間から3週間に引き伸ばされた。#1Lib1Refキャンペーンは、ウィキメディア財団のGLAMアウトリーチ戦略の一部として、ウィキペディアの改善に司書を引き込む道すじとなった。ウィキメディアの他のプロジェクトへの展開も考慮に上がっている（2022年時点の計画段階）。
2018年には1月だけでなく、5月から6月にかけても開催した。これは第2弾の開催を望む声があったこと、かつ5月がスペイン語版ウィキペディアの設立記念日にあたり、南半球の長期休暇に該当しない期間であることから定められた。